# Штаб заместителя фюрера
Шта́б замести́теля фю́рера (нем. Stab des Stellvertreters des Führers) — ведущее партийное учреждение в системе управления Национал-социалистической немецкой рабочей партии в 1933—1941 годах.
Штаб заместителя фюрера был сформирован заместителем фюрера Рудольфом Гессом в июне-июле 1933 года, его основной его задачей являлось обеспечение эффективного функционирования партийных организаций и партийных формирований. В нём концентрировалась работа по всем вопросам по текущему управлению НСДАП.
После перелёта заместителя фюрера Рудольфа Гесса 10 мая 1941 года в Великобританию штаб заместителя фюрера был расформирован, а на его базе 12—13 мая была создана партийная канцелярия НСДАП с аналогичными штабу функциями, но с другой, более чёткой структурой. Партийную канцелярию НСДАП возглавил Мартин Борман.
Штаб-квартира штаба заместителя фюрера располагалась в Мюнхене в Коричневом доме.

## Структура штаба
Структура штаба заместителя фюрера была достаточно хаотичной, включала в себя ряд управлений и комиссий НСДАП, а также многочисленные ведомства специальных уполномоченных. Структура Штаба постоянно менялась. К 1938 году она приобрела следующий вид:
- Руководитель штаба (Stabsleiter): рейхсляйтер Мартин Борман.
- Управляющий делами штаба (Stabsgeschäftsführer): амтсляйтер Рудольф Макензен (Rudolf Mackensen).
- Ответственный исполнитель по внутрипартийным делам (Sachbearbeiter für innere Parteiangelegenheiten): гауптамтсляйтер Гельмут Фридрихс (Helmuth Friedrichs).
- Особо уполномоченный заместителя фюрера (Sonderbeauftragter des St. d. F.): Роберт Эксле (Robert Oexle).
- Ответственный исполнитель по государственно-правовым вопросам (Sachbearbeiter für staatsrechtliche Fragen): гауптамтсляйтер Вальтер Зоммер, министериальдиректор.
- Управление кадров (Personalamt): амтсляйтер Густав Адольф фон Вульфен (Gustav Adolf von Wulffen).
- Референт прессы (Pressereferent): амтсляйтер Альфред Лейтген (Alfred Leitgen).
- Управление народного здравия (Volksgesundheit): гауптдинстляйтер, доктор медицинских наук Герхард Вагнер.
- Расово-политическое управление (Rassenpolitisches Amt): амтсляйтер, доктор медицинских наук Вальтер Гросс.
- Управление исследования родства (Amt für Sippenforschung): амтсляйтер, доктор Курт Майер (Kurt Mayer).
- Дела высшей школы (Hochschulangelegenheiten): гауптамтсляйтер, доктор медицинских наук Герхард Вагнер.
- Комиссия НСДАП по высшему образованию (Hochschulkommission der NSDAP): гауптштелленляйтер, профессор, доктор Франц Вирц.
- Предоставление работы, финансовые и налоговые вопросы (Arbeitsbeschaffung, Finanz- und Steuerfragen): гауптдинстляйтер Фриц Рейнхард (Fritz Reinhardt).
- Поселенческая политика (Siedlungswesen): гауптамтсляйтер доктор Лудовици (Ludowici).
- Техника (Technik): гауптамтсляйтер, доктор инженерных наук Фриц Тодт.
- Специальные вопросы практического применения техники (Praktisch-technische Sonderfragen): амтсляйтер Тео Кронайсс (Theo Croneiß).
- Искусство и культура (Kunst und Kultur): амтсляйтер Эрнст Шульте Штратхаус.
- Главный архив НСДАП (Hauptarchiv der NSDAP): доктор Эрих Ютрехт (Erich Uetrecht).
- Новостройки Рейха (Neubau des Reichs): гауляйтер Адольф Вагнер (Adolf Wagner).
- Внешняя политика (Außenpolitik): посол Иоахим фон Риббентроп (Joachim von Ribbentrop).
- Зарубежная организация НСДАП (Auslandsorganisation der NSDAP): гауляйтер Эрнст Вильгельм Боле (Ernst Wilhelm Bohle).
- Экзаменационная комиссия по национал-социалистической литературе (Prüfungskommission für NS-Schriftum): рейхсляйтер Филипп Боулер.
- Служебная инстанция заместителя фюрера в Берлине (штаб связи) (Dienststelle des Stellvertreters des Führers in Berlin (Verbindungsstab)): гауптамтсляйтер: Герберт Штенгер (Herbert Stenger).